# Edit Buchholz
Edit Wetzel née Buchholz (Neumünster, 19 april 1941 - 15 oktober 2024) was een Duits tafeltennisster die uitkwam voor West-Duitsland. Na haar huwelijk in 1970 kwam zij uit onder de naam Edit Wetzel.
Op 15 oktober 2024 overleed ze op 83-jarige leeftijd.

## Belangrijkste resultaten
- Goud met het team op de Europese kampioenschappen 1962.
- Goud met het team op de Europese kampioenschappen 1968.
- Zilver met het team op de Europese kampioenschappen 1972.
- Brons in het vrouwen dubbelspel op de Europese kampioenschappen 1966 met Ágnes Simon.

- Gemeinsame Normdatei: 1117403254
- Virtual International Authority File: 4320147872005775170001

1. ↑  Rouwadvertentie in de Kieler Nachrichten dd. 19 oktober 2024, geraadpleegd op 13 november 2024